# Rue Caminade
La rue Caminade (en occitan : carrièra Felip de Caminada) est une voie de Toulouse, chef-lieu de la région Occitanie, dans le Midi de la France.

## Situation et accès

### Description
La rue Caminade est une voie publique. Elle traverse le quartier Saint-Étienne.
Elle naît perpendiculairement à la grande-rue Nazareth, dans le prolongement de la rue Philippe-Féral, et rejoint la rue Théodore-Ozenne. Sa largeur ne dépasse alors pas 4 mètres. Elle se poursuit au-delà de la rue Théodore-Ozenne et s'élargit jusqu'à 6 mètres avant de se terminer au croisement de la rue Espinasse, face à l'entrée de l'hôtel Gach.
La chaussée compte une seule voie de circulation automobile en sens unique, de la grande-rue Nazareth vers la rue Espinasse. Elle appartient à une zone de rencontre et la vitesse y est limitée à 20 km/h. Il n'existe pas de bande, ni de piste cyclable, quoiqu'elle soit à double-sens cyclable.

### Voies rencontrées
La rue Caminade rencontre les voies suivantes, dans l'ordre des numéros croissants :
1. Grande-rue Nazareth
2. Rue Théodore-Ozenne
3. Rue Espinasse

## Odonymie

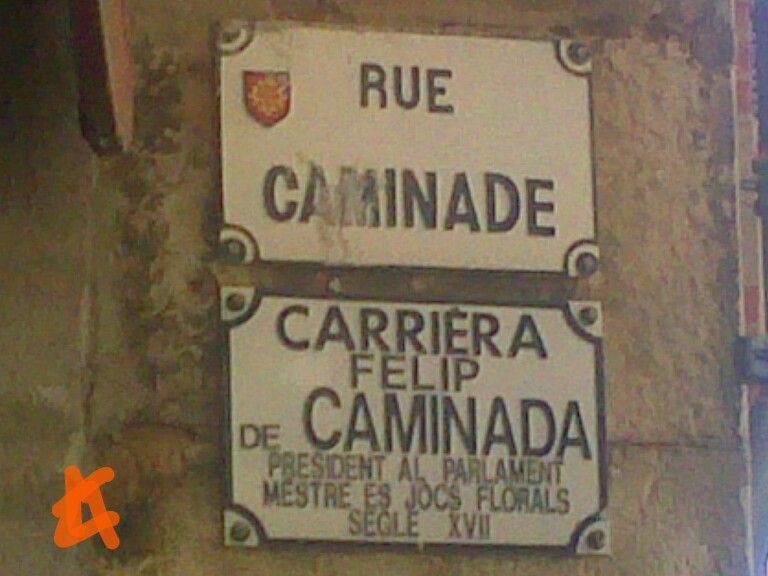
Plaques de rue en français et en occitan.

Le nom de la rue rend hommage à Philippe de Caminade (1602-1653), président à mortier au parlement et poète, qui vécut dans un hôtel particulier tout proche, l'hôtel de Mansencal (actuel no 1 rue Espinasse). Elle a reçu ce nom par décision municipale en 1844.
Au Moyen Âge, la première partie de la rue Caminade, entre la grande-rue Nazareth et la rue Théodore-Ozenne, était la continuation de la rue Montgaillard, qui aboutissait à la Porte du même nom, et qui disparut en 1908 lors des travaux de percement de la rue Théodore-Ozenne, qui en suit le parcours sur cette partie. La deuxième partie de la rue Caminade, entre la rue Théodore-Ozenne et la rue Espinasse, porta le nom de rue du Puits-Montgaillard, car un puits de ce nom se trouva au milieu d'une petite place, au carrefour de la rue Montgaillard. En 1794, pendant la Révolution française, la rue du Puits-Montgaillard fut quelque temps désignée comme rue de Jemappes, en souvenir de la victoire, le 6 novembre 1792, des armées de la Révolution contre l'Autriche.

## Histoire
Au Moyen Âge, la rue du Puits-Montgaillard appartient au capitoulat de Saint-Barthélémy. Elle n'est qu'une rue étroite qui relie la rue Espinasse et la rue Montgaillard, au carrefour duquel se trouve le puits Montgaillard qui a donné son nom à la rue. La population est composée d'hommes de loi et d'artisans. La proximité de la Porte Montgaillard, principale entrée au sud-est de la ville, explique la présence de nombreuses auberges, parmi lesquelles l'hôtellerie de Saint-Pierre (ancien no 3, aujourd'hui disparu) et l'auberge du Cheval Rouge (actuel no 6). La Révolution française amène des changements : en 1794, la rue du Puits-Montgaillard est rebaptisée rue de Jemappes.

## Patrimoine et lieux d'intérêt

### Hôtels particuliers
- no  8 : hôtel Davisard. 
L'hôtel, qui a son entrée principale grande-rue Nazareth (actuel no 24) est construit après 1686 par le maître maçon Sarraude pour Claude Davisard. L'élévation du côté de la rue Caminade est cependant plus ancienne et les fenêtres à encadrement de pilastres en pierre semblent dater de la fin du XVIe siècle[3].

- hôtel Potier-Laterrasse. 
L'hôtel, qui a son entrée principale grande-rue Nazareth (no 28) semble dater du XVIIe siècle ou de la fin du XVIe siècle. Il conserve dans la rue Caminade une fenêtre à meneau de cette période[4].

### Immeubles
- no  1 : immeuble. 
L'immeuble est situé à l'angle de la rue Espinasse. Son élévation de la rue Caminade, sur trois étages et comble à surcroît est symétrique et s'organise en trois travées : le rez-de-chaussée se compose d'une porte centrale et d'une fenêtre de chaque côté. Les fenêtres sont ornées de garde-corps en fer forgé. Les niveaux, séparés par un cordon de brique, sont de dimensions décroissantes. La façade est encadrée par des dosserets et se termine par le comble à surcroît ouvert par des oculi et surmonté d'une large corniche moulurée[5].

- immeuble. 
L'immeuble, qui a son entrée principale grande-rue Nazareth (no 26) date du XVIIIe siècle, mais celle sur la rue Caminade conserve des vestiges du siècle précédent : arcade aveugle, fenêtres surmontées d'une corniche, corniche moulurée[6].